# 고다치촌
고다치촌(小立村)은 야마나시현 미나미쓰루군에 설치되었던 촌이다. 현재의 후지카와구치코정에 해당한다.

## 역사
- 1889년 7월 1일 - 정촌제 시행에 의해 근세이후의 고다치촌이 단독으로 지자체를 형성하였다.
- 1949년 2월 16일 - 마을에서 화재가 발생하여 약 300가구가 소실되어, 이후 야마나시현은 천황, 황후로부터 구호금을 받았다.
- 1956년 9월 30일 - 후나쓰촌, 가와구치촌, 오이시촌과 합병해 가와구치코정이 성립하여, 동일 고다치촌은 폐지되었다.

## 교통

### 도로
- 국도 제139호선

## 참고문헌
- 角川日本地名大辞典 19 山梨県